# Margaret Lindsay Huggins
Margaret Lindsay, Lady Huggins (14 de agosto de 1848, Dublin – 24 de março de 1915, Londres), conhecida em solteira como Margaret Lindsay Murray, foi uma pesquisadora científica e astrónoma britânica irlandesa. Juntamente com o seu marido William Huggins foi uma pioneira no campo de espectroscopia e co-autora do "Atlas of Representative Stellar Spectra" (Atlas Representativo do Espectro Estelar) (1899).

## Carreira
Margaret Huggins aprendeu as habilidades básicas da fotografia no início de sua vida e usou essas habilidades para ajudar sua pesquisa no observatório de Tulse Hill. Em 1875, Margaret e seu marido William começaram experimentos fotográficos, que foram meticulosamente documentados em cadernos de observatório. Seus primeiros experimentos fotografaram Sirius e Vênus, e eles usaram técnicas diferentes para capturá-los, como o uso de placas úmidas e secas. Margaret fez grandes melhorias em seus equipamentos de observatório, e Margaret e William rapidamente subiram para a vanguarda da astrofotografia espectroscópica.
Margaret trabalhou ao lado de seu marido William no observatório de Tulse Hill. No início, ela é documentada como assistente, mas depois de uma extensa pesquisa em seus cadernos de observatório, isso foi refutado. Ela conduziu muitos de seus próprios projetos de pesquisa e foi assistente colaborativa de William. Depois de 1875, Margaret e William iniciaram um programa meticuloso de experimentos fotográficos. Durante a década de 1880, a dupla se dedicou a dois projetos; o primeiro tentando fotografar a coroa solar e o segundo examinando diferentes nebulosas. O segundo projeto foi um marco para Margaret, foi a primeira vez que ela seria mencionada como coautora do artigo ao lado de William. Os Huggins trabalharam juntos por trinta e cinco anos como parceiros investigativos colaborativos iguais. 
Em 1890, ela e três outras mulheres foram eleitas para o conselho da nova Associação Astronômica Britânica; mais tarde, ela se tornou membro honorário da Royal Astronomical Society.

## Publicações
- Obituary, William Lassell, 1880.[11]
- Astronomical Drawing, 1882.[12]
- Obituary, Warren da Rue, 1889.[13]
- On a new group of lines in the photographic spectrum of Sirius, 1890.[14]
- The System of the Stars, 1890.[15]
- On Wolf and Rayet's Bright-Line Stars in Cygnus, 1891.[16]
- The Astrolabe, 1895.[17]
- The Astrolabe. II. History, 1895.[18]
- Spectroscopic notes, 1897.[19]
- An Atlas of Representative Stellar Spectra from 4870 to 3300, 1899.[9]
- Obituary, Agnes Mary Clerke, 1907.[20]